# Верхнемезенск
Верхнемезе́нск (на руски: Верхнемезенск), срещано в български източници и като Горни Мезе́н, е изоставено работническо селище в Коми, Русия.
Разположено е в близост до река Мезен, на около 280 km северно от местната толица Сиктивкар и на около 90 km североизточно от Усогорск.

## История
Това е сред 4-те селища в Коми (всичките със статут на селища от градски тип), построени за българските дърводобивни работници (останалите 3 са: Усогорск, Благоево и Междуреченск), пристигнали в района по време на българо-съветското сътрудничество. Строителстворо му е официално завършено през юли 1982 г. В селището е имало училище, детска градина, читалище и поликлиника. Към 1989 г. тук живеят 1505 души.
През 1994 г. договорът за сътрудничество между България и Русия е прекратен, а селището е изоставено. Към края на 1990-те години ръководството на Република Коми обявява план за възраждане на селището, което би служило като рехабилитационно селище за хора със здравословни проблеми. Планът не е осъществен. Към 2012 г. то все още е напълно обезлюдено и има планове за изключването му от регистъра на населените места в Коми.
Получава статут на селище от градски тип през 1984 г. Преобразуван е в селско населено място през 1998 г.